# Coptosperma neurophyllum
Coptosperma neurophyllum là một loài thực vật có hoa trong họ Thiến thảo. Loài này được (S.Moore) Degreef mô tả khoa học đầu tiên năm 2001.